# Thi Chi Thường
Thi Chi Thường (tiếng Trung: 施之常; bính âm: Shi Zhichang), hay Thi Tử Thường (tiếng Trung: 施子常), tự Tử Hằng (子恒), tôn xưng Thi Tử (施子), người Tưu Ấp, nước Lỗ thời Xuân thu, là một trong thất thập nhị hiền của Nho giáo.

## Cuộc đời
Cuộc đời của Thi Chi Thường không được ghi chép lại. Theo cộng đồng họ Thi tại Trung Quốc thì cha của Thi Chi Thường là Đoan Thời (端时), xưng là Đại Thi thị (大施氏), vì thế Thi Chi Thường được gọi là Tiểu Thi thị (小施氏); con trai của Thi Chi Thường là Kỳ Hữu (示右), làm đại phu nước Lỗ; Thi Nại Am là hậu duệ của Thi Chi Thường.
Năm 72, thời Hán Minh Đế, Thi Chi Thường được phối thờ trong Khổng miếu.